# Cuverville (Calvados)
Cuverville è un comune francese di 2 077 abitanti situato nel dipartimento del Calvados nella regione della Normandia.

## Società

### Evoluzione demografica
Abitanti censiti